# Alexandre Péclier

a Compétitions nationales et continentales officielles uniquement.

b Matchs officiels uniquement.
Dernière mise à jour le 12 novembre 2021.
Alexandre Péclier, né le 26 janvier 1975 à Villefranche-sur-Saône, est un joueur et entraîneur international français de rugby à XV évoluant au poste d'arrière ou de demi d'ouverture. 

## Carrière de joueur

### En club
- ?-1994 : CS Villefranche-sur-Saône
- 1994-1995 : CA Brive
- 1995-2006 : CS Bourgoin-Jallieu
- 2006-2007 : ASM Clermont
- 2007-2009 : Lyon OU
- 2009-2011 : CA Saint-Étienne
- 2011-2013 : CS Bourgoin-Jallieu

Il a disputé 37 matches en compétitions européennes, dont 21 en Coupe d'Europe de rugby à XV et 16 en Challenge européen.

### En équipe nationale
Il est international junior alors qu'il joue au CS Villefranche-sur-Saône.
Il connaît sa première sélection le 3 juillet 2004 contre les États-Unis et sa seconde le 10 juillet de la même année contre le Canada. Au cours de ces deux matches, il inscrit 33 points (9 transformations et 5 pénalités).

## Carrière d'entraîneur
| Saison      | Club                | Division | Poste    | Classement | Coupe d'Europe | Challenge Européen |
| ----------- | ------------------- | -------- | -------- | ---------- | -------------- | ------------------ |
| 2013 - 2014 | CS Bourgoin-Jallieu | Pro D2   | Arrières | 8e         | –              | –                  |
| 2014 - 2015 | CS Bourgoin-Jallieu | Pro D2   | Arrières | 13e        | –              | –                  |
| 2015 - 2016 | CS Bourgoin-Jallieu | Pro D2   | Arrières | 9e         | –              | –                  |
| 2016 - 2017 | CS Bourgoin-Jallieu | Pro D2   | Arrières | 16e        | –              | –                  |

## Palmarès

### En club
- Championnat de France de première division :
  - Vice-champion (2) : 1997 et 2007
- Challenge européen :
  - Vainqueur (2) : 1997 et 2007
  - Finaliste (1) : 1999
- Coupe de France :
  - Finaliste (1) : 1997 et 1999
- Coupe de la Ligue :
  - Finaliste (1) : 2003
- Challenge Sud-Radio :
  - Finaliste (1) : 2003

### Individuel
- Meilleur réalisateur du Championnat de France : 2003-2004 avec 296 points
- Meilleur réalisateur du Bouclier européen 1997 avec 113 points[3]
- Élu meilleur arrière du Championnat de France 2004-2005